# كريستينا لورين
كريستينا لورين (بالفرنسية: Christine de Lorraine)‏ (16 أغسطس 1565، بار لو دوك - 19 ديسمبر 1636، فلورنسا) زوجة غران دوق توسكانا فرديناندو الأول دي ميديشي.